# Karol Linetty
Karol Linetty (Żnin, 2 de fevereiro de 1995) é um futebolista polaco que atua como meio-campista. Atualmente, joga pelo Torino.

## Carreira
Karol Linetty fez parte do elenco da Seleção Polonesa de Futebol da Eurocopa de 2016.

## Títulos
Lech Poznań
- Campeonato Polonês de Futebol (1): 2014/15.
- Supercopa da Polônia (1): 2015.